# Balalín
Balalín fue un tebeo editado por el Frente de Juventudes entre 1957 y 1959 con 124 números publicados. Su director artístico era Celedonio Perellón.

## Contenido
"Balalín" contó con un grupo homogéneo de prestigiosos colaboradores, que produjeron las siguientes series:
| Años | Números | Título                 | Guionista      | Dibujante                 | Procedencia   |
| ---- | ------- | ---------------------- | -------------- | ------------------------- | ------------- |
| 1957 |         | Balalín                | Millán         | Casarrubio                | Nueva         |
| 1957 |         | El Agente Secreto X-PP | Gordillo       | Gordillo                  | Chicos (1951) |
| 1957 |         | El diente de Buda      | Torre Enciso   | José Laffond, Pablo Núñez | Nueva         |
| 1957 |         | El Dr. Guzmán          | Alfredo Ibarra | Alfredo Ibarra            | Nueva         |
| 1957 |         | Numancia               | Torrero        | Carlos Laffond            | Nueva         |
| 1957 |         | El Planeta Planito     | Gordillo       | Gordillo                  | Nueva         |
| 1957 |         | Serapio                | Gordillo       | Gordillo                  | Nueva         |
| 1958 |         | Jim Erizo y su Papá    | Gabi           | Gabi                      | Chicos (1947) |

## Valoración
Para el teórico Jesús Cuadrado destacó entre otras de su época, como "Duwarín" y "3 amigos".